# Helvetia

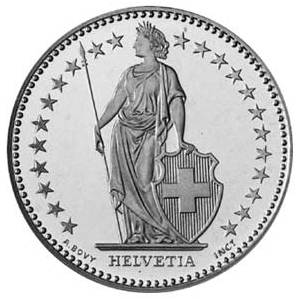
Helvetia von Albert Walch auf dem Zweifrankenstück

Helvetia ist die vom Volksstamm der Helvetier abgeleitete neulateinische Bezeichnung für die Schweiz und eine allegorische Frauenfigur, welche die Schweiz bzw. die Eidgenossenschaft versinnbildlicht.

## Entwicklung

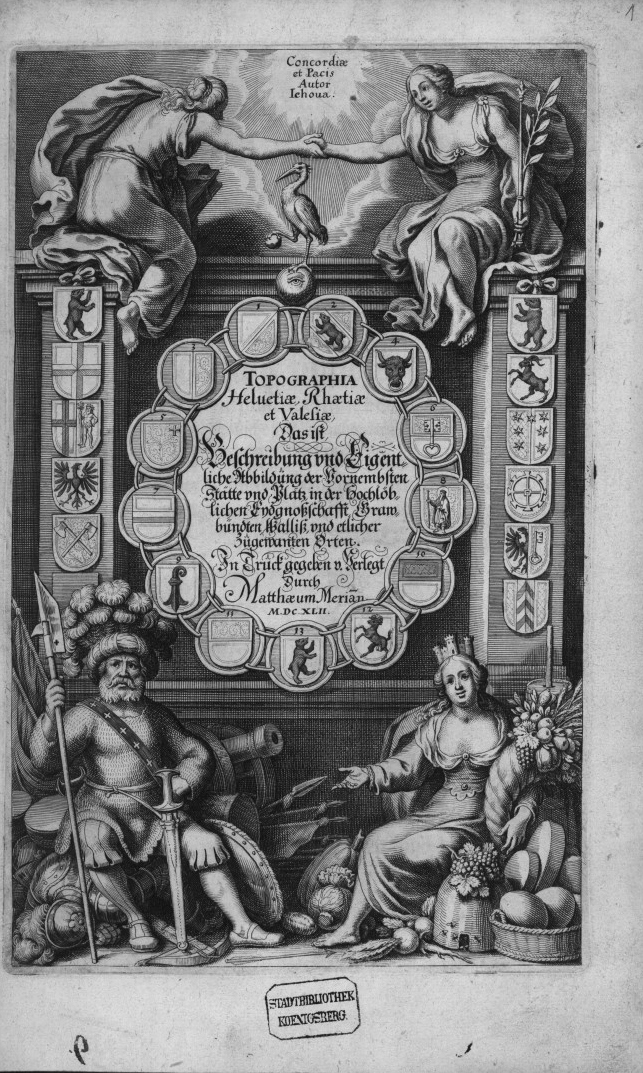
Die erste Darstellung einer Helvetia, 1642, rechts unten.

Helvetia wurde erstmals im 17. Jahrhundert als aus den Kantonsallegorien gebündelte Frauengestalt und Identifikationsfigur für die Eidgenossenschaft erwähnt: Zuerst 1642 als rein geografisch zu verstehende Figur in der Topographia Helvetiae von Matthäus Merian d. Ä., dann 1672 als auch politisch zu verstehende Bühnenfigur in Johann Caspar Weissenbachs Stück Eydtgenossisch Contrafeth Auff- und Abnemmender Jungfrawen Helvetiae. Er und mehrere Künstler, die gleichzeitig Helvetia bildlich darstellten, schufen eine neue Identifikationsfigur für die Einheit der Eidgenossenschaft in Zeiten der Entzweiung vor allem durch konfessionelle Streitigkeiten. Diese zeugte auch vom gestiegenen Selbstbewusstsein und vom Anspruch auf einen souveränen Status, nachdem den eidgenössischen Orten unter der Ägide des Basler Bürgermeisters Johann Rudolf Wettstein im Westfälischen Frieden (1648) «Freiheit und Exemtion» vom Heiligen Römischen Reich gewährt worden war.
Mit dem wachsenden Nationalbewusstsein im 19. Jahrhundert und der Gründung des schweizerischen Bundesstaates 1848 gewann Helvetia als Nationalallegorie an Bedeutung. Sie erschien auf Münzen und Briefmarken und in politischen und patriotischen Darstellungen. So wurde z. B. zwischen 1883 und 1896 die Helvetia als Vorläuferin des Goldvrenelis herausgegeben.
Bis heute befindet sich das Bildnis der Helvetia auf den Münzen zu ½, 1 und 2 Franken (stehend). Das Porträt auf den Münzen zu 5, 10 und 20 Rappen bildet entgegen der landläufigen Meinung nicht die Helvetia, sondern die Libertas ab.

## Heutige Verwendung des Begriffs

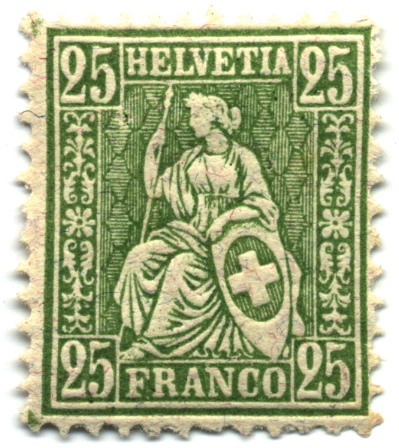
Helvetia auf einer Briefmarke von 1881

Auf Briefmarken und Münzen wird «Helvetia» als Landesbezeichnung verwendet, weil damit keine der vier Landessprachen (Deutsch, Französisch, Italienisch, Rätoromanisch) der Schweiz bevorzugt wird. Aus demselben Grund wurde das lateinische Landeskennzeichen CH gewählt, die Abkürzung für Confoederatio Helvetica, Schweizerische Eidgenossenschaft.
In irischer (an Eilvéis), griechischer (Ελβετία, translit. Elvetia) und rumänischer Sprache (Elveţia) wird der Ausdruck «Helvetia» als Landesname für die Schweiz verwendet, im Italienischen ist als Adjektiv elvetico (für schweizerisch) gebräuchlich.
Das «Einschweizern» von Dingen wird auch als helvetisieren bezeichnet. Das kann beispielsweise eine ausländische Software sein, die auf Schweizer Gegebenheiten angepasst wird (beispielsweise Mehrwertsteuer), oder ein bundesdeutscher Text, der in Schweizer Hochdeutsch übertragen wird, wie beispielsweise in der Werbung. In der Sprachwissenschaft bezeichnet der Begriff Helvetismus einen Ausdruck, der für die schweizerische Standardvarietät charakteristisch ist. Wissenschaften zur Schweiz werden bisweilen als Helvetistik bezeichnet, beispielsweise von der Russischen Staatlichen Geisteswissenschaftlichen Universität in Moskau.
An der Mittleren Brücke in Basel, auf der Kleinbasler Uferseite, befindet sich die Skulptur «Helvetia auf der Reise», die 1980 von der Basler Künstlerin Bettina Eichin angefertigt wurde.
Der Frauenverband alliance F rief ab 2019 unter dem Titel «Helvetia ruft» dazu auf mehr Frauen ins Parlament zu wählen.
Im Jahr 2020 gründeten Parlamentarinnen den FC (Fussballclub) Helvetia. Der FC Helvetia sei die Antwort auf den 1967 gegründeten FC Nationalrat, wo seit 1997 auch Frauen mitspielen dürfen.
Im Jahr 2023 wurde die Darstellung einer sitzenden Helvetia mit einer Bundesverfassung neben sich als Logo für das Jubiläum 175 Jahre Bundesverfassung verwendet.

## FotogalerieStatuen der Helvetia

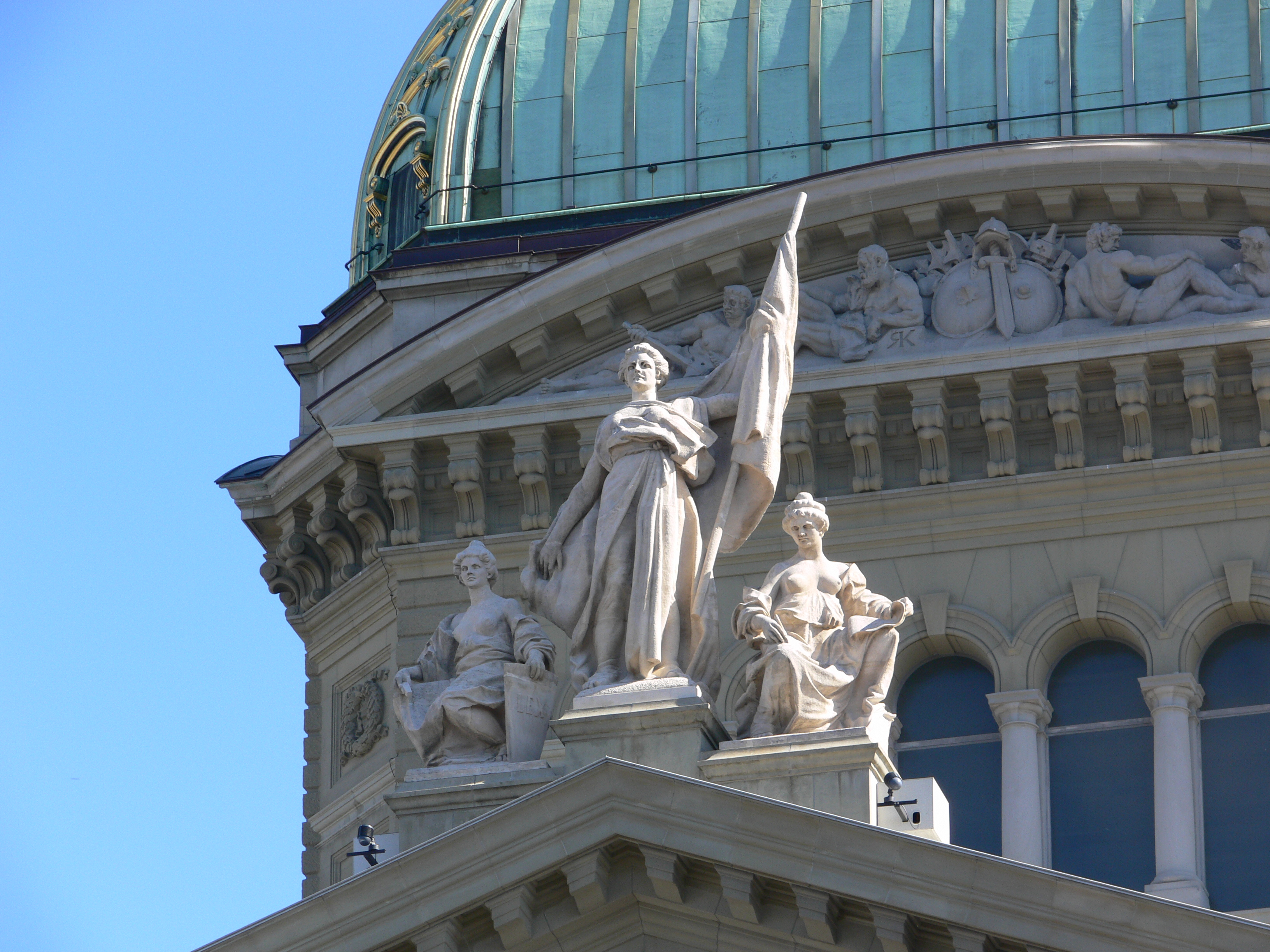
Stehende Helvetia, die den Namen Politische Unabhängigkeit trägt, Bundeshaus, Bern
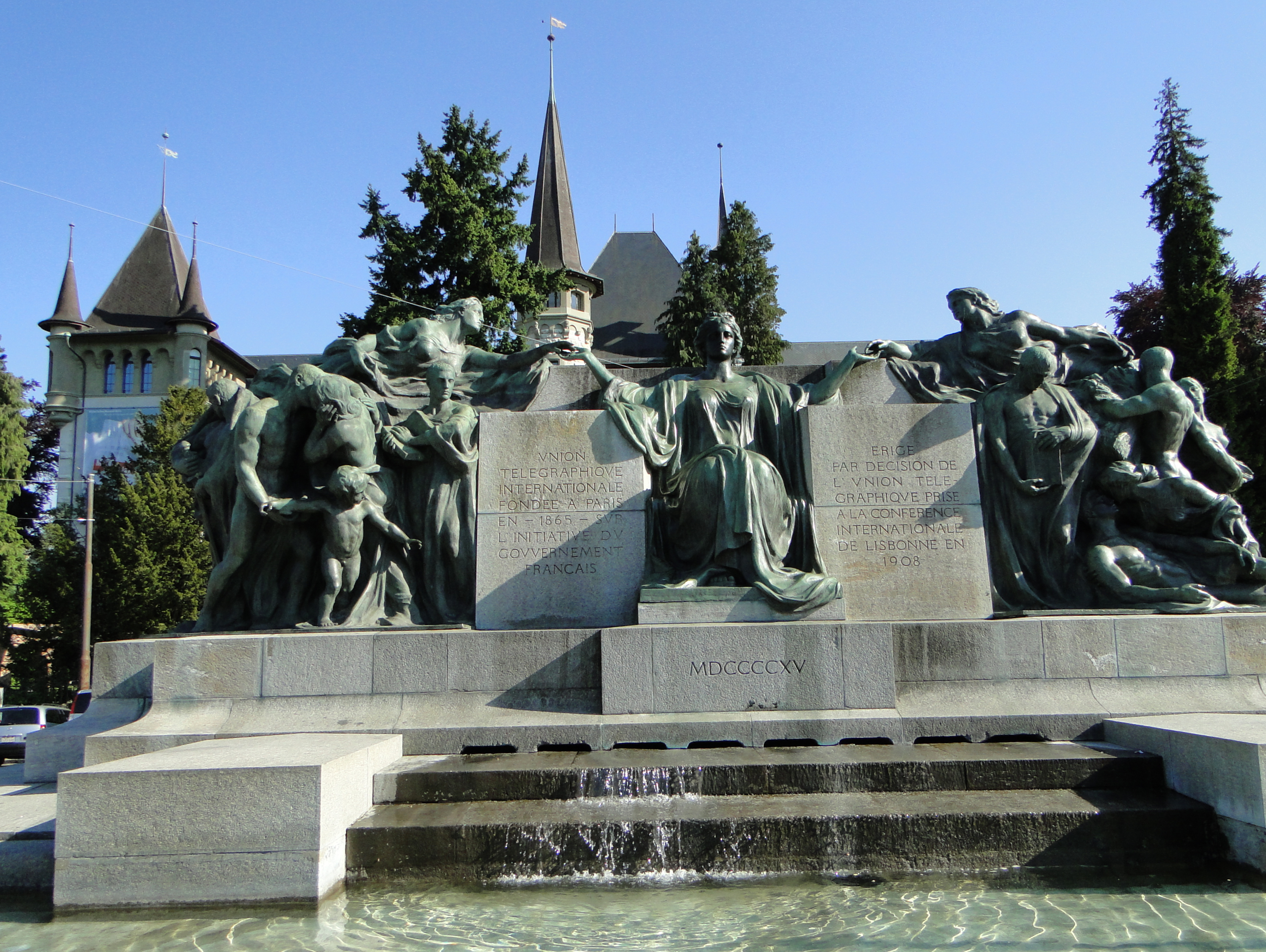
Helvetia, mittig, Welttelegrafen-Denkmal, Helvetiaplatz, Bern
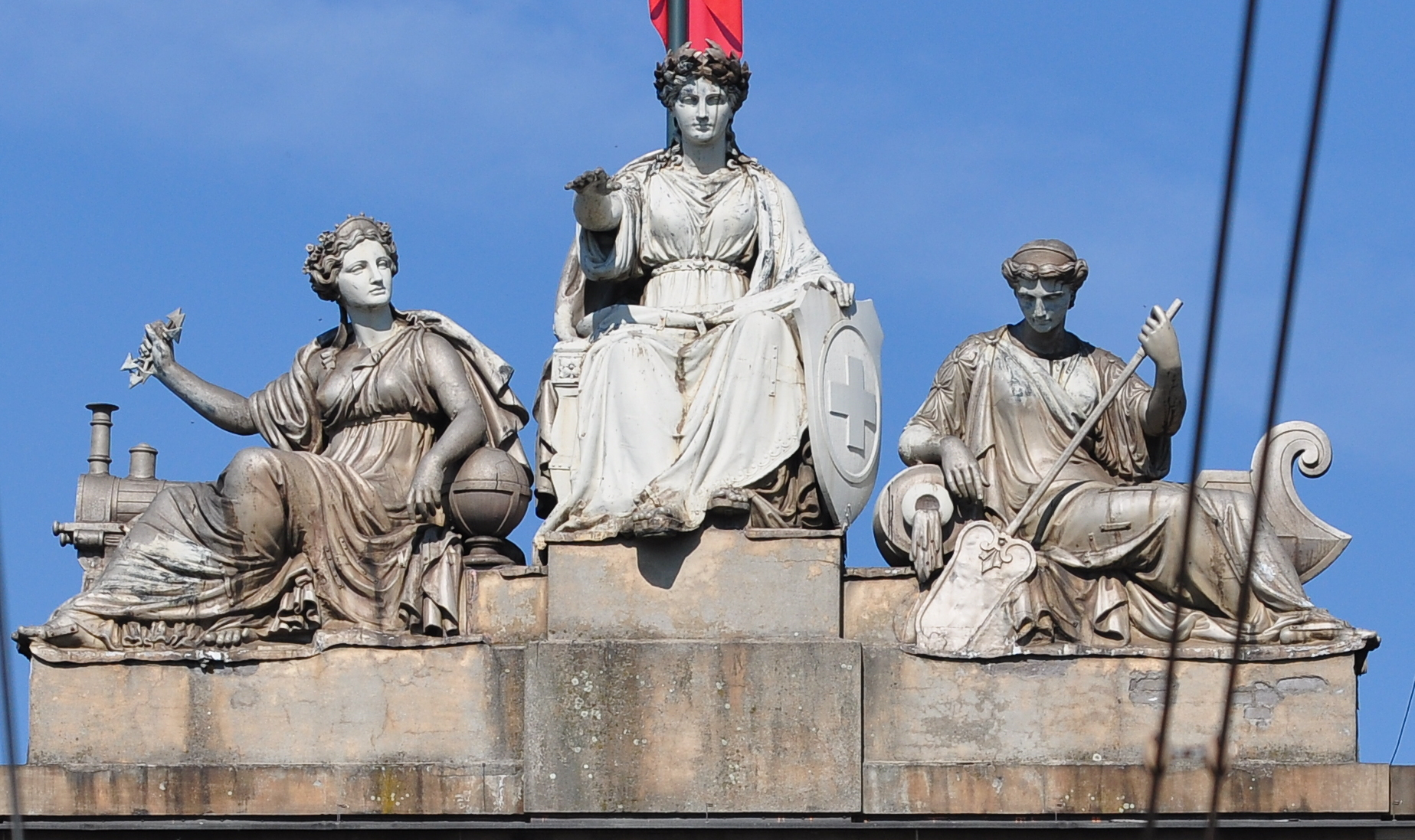
Helvetia und Verkehrswesen, Hauptbahnhof Zürich
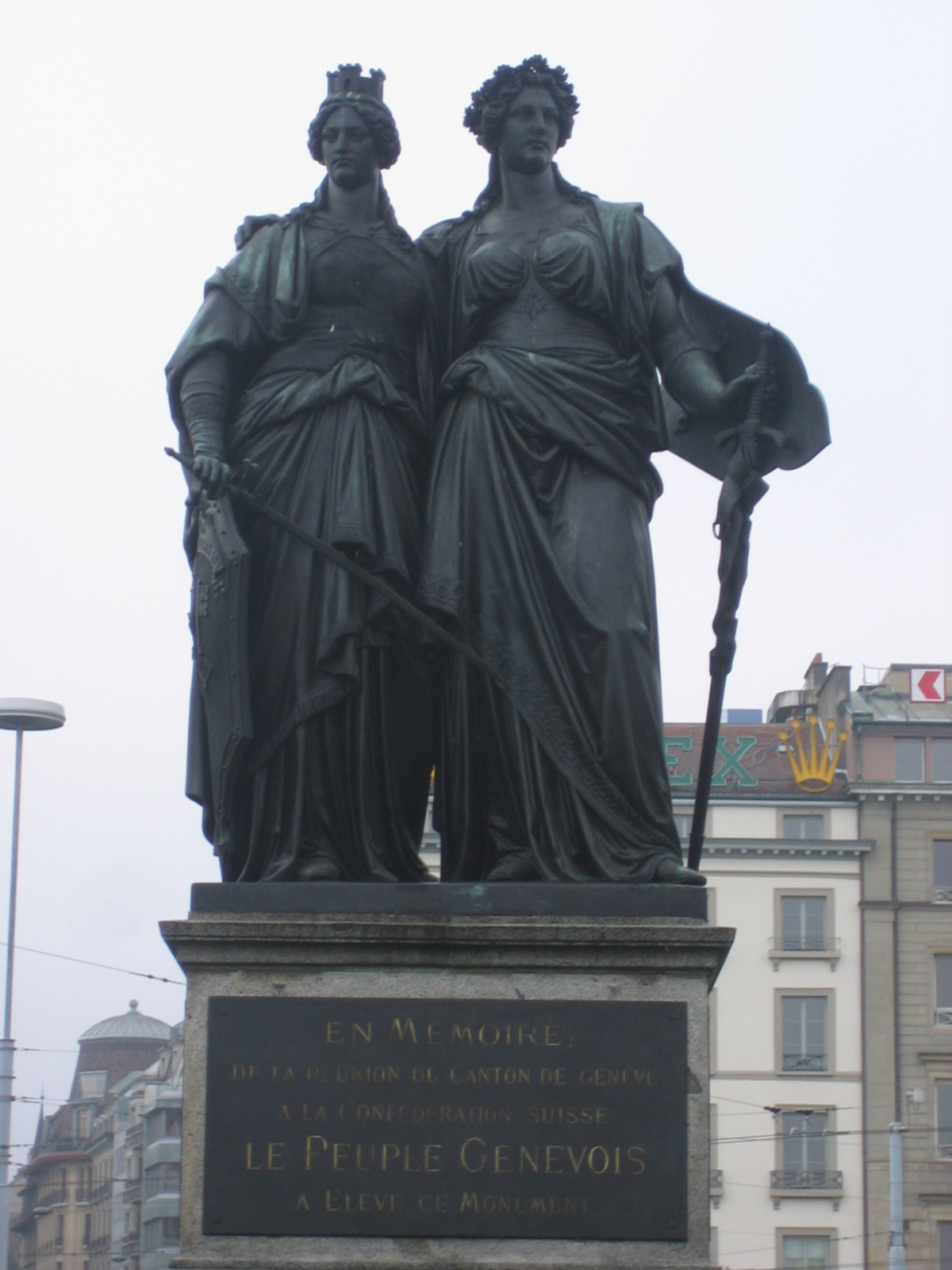
Helvetia, rechts mit Geneva links, Skulptur im Jardin anglais in Genf
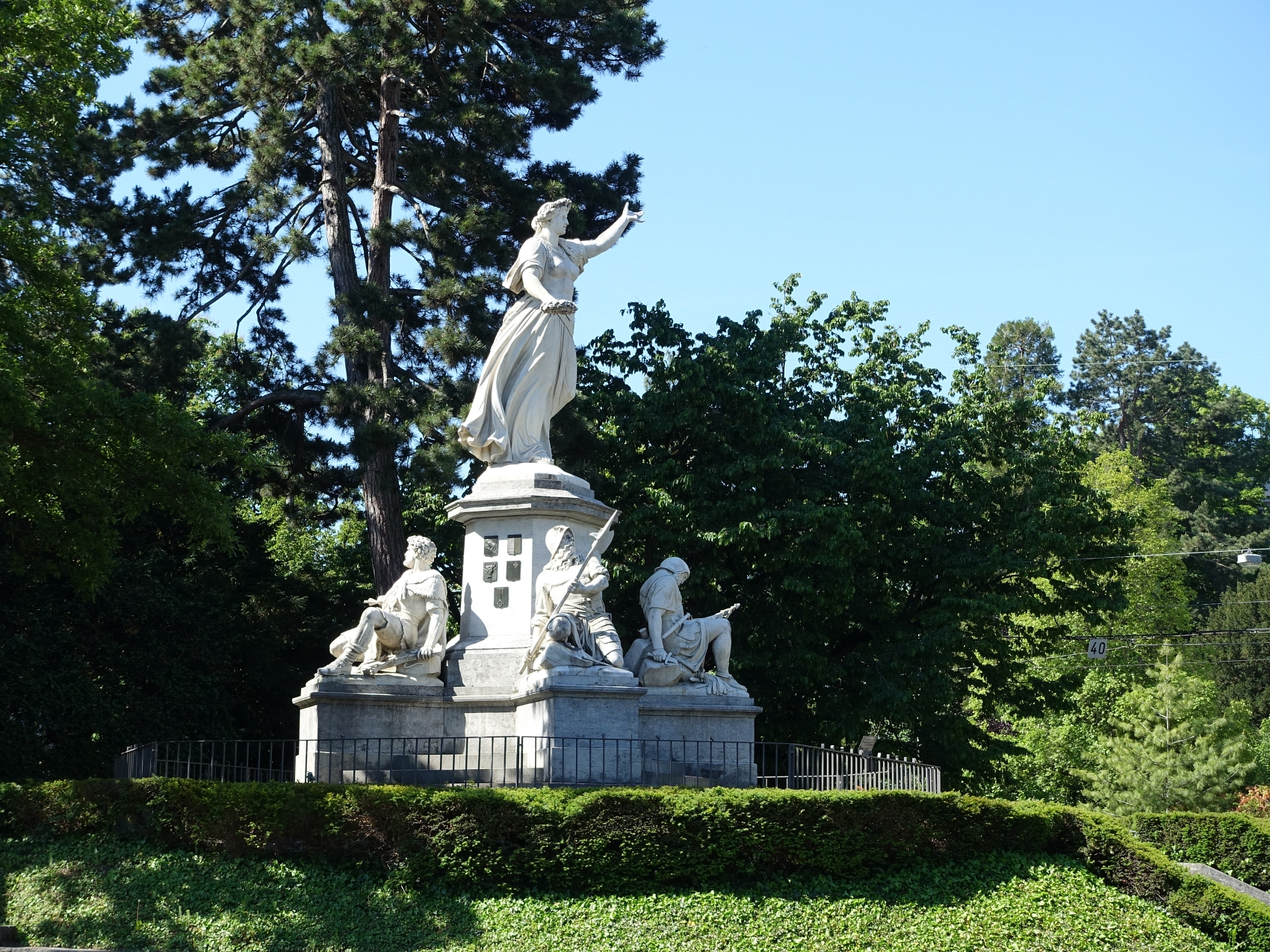
Helvetia, St. Jakobs-Denkmal in Basel
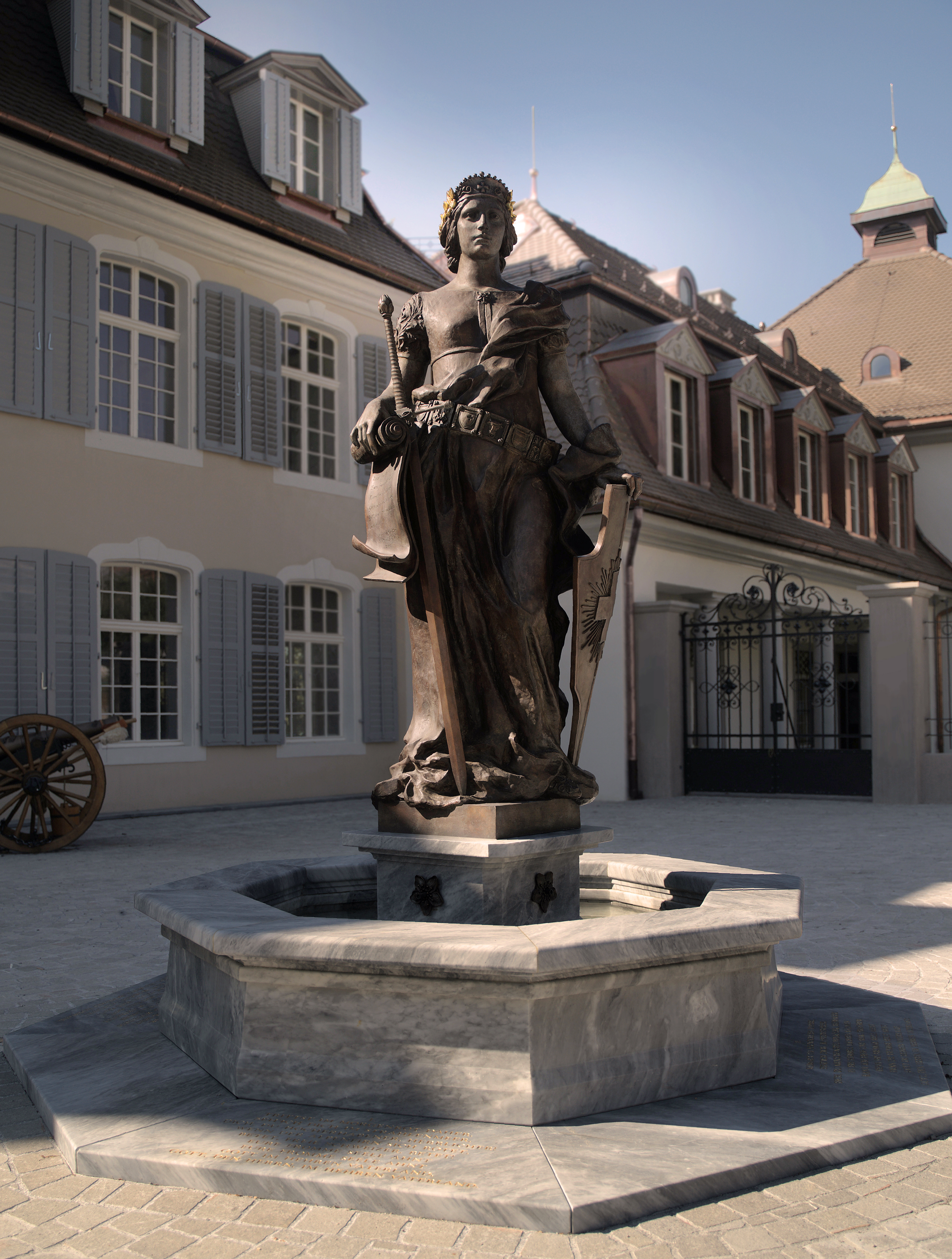
Helvetia und der Schweizerpsalm von Anna Bang, St. Karlshof in Zug

## FotogalerieDarstellungen und Interpretationen der Helvetia

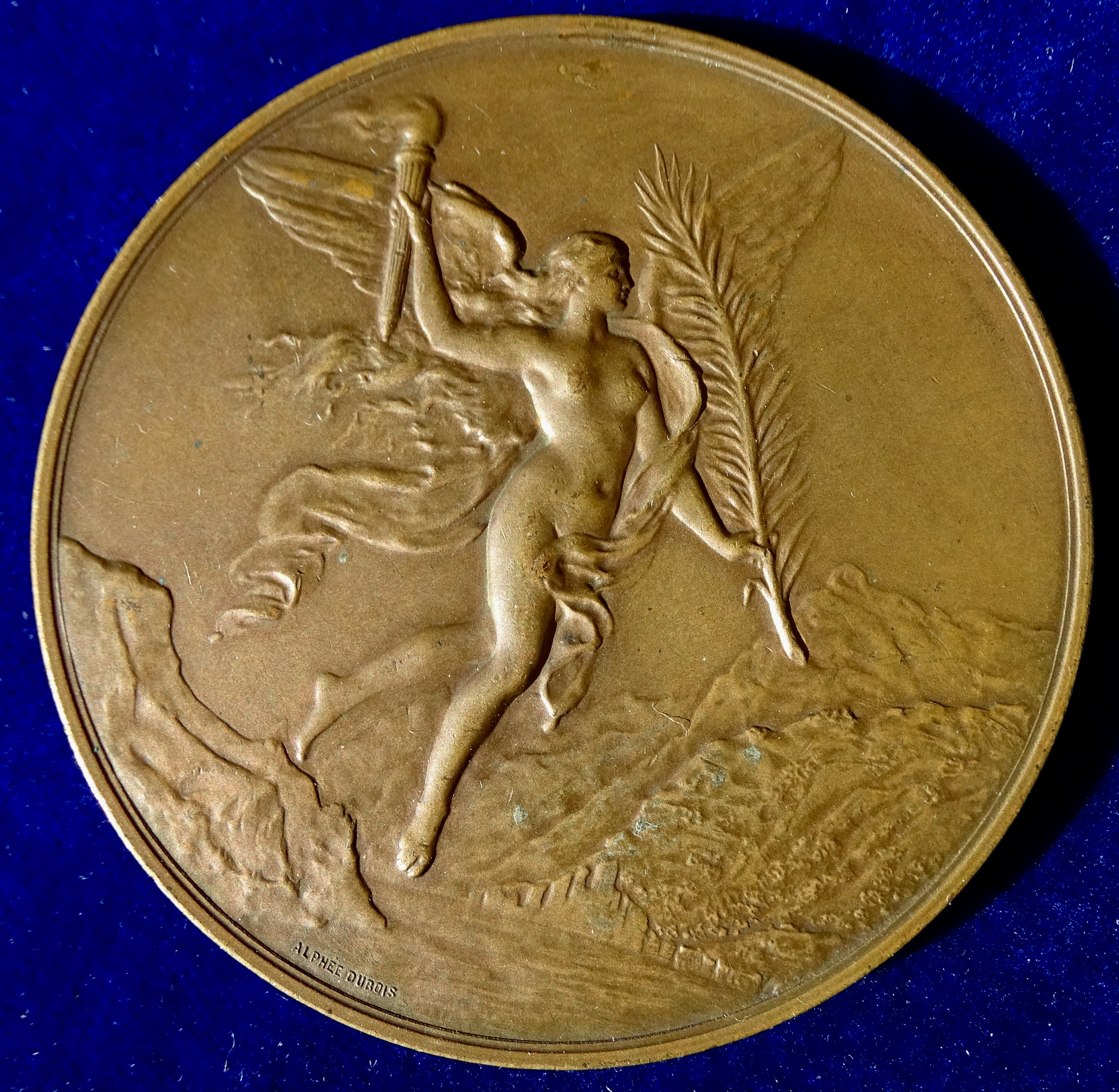
Die Helvetia über dem Vierwaldstättersee fliegend, auf einer Medaille von Alphée Dubois zur 600-Jahr-Feier der Eidgenossenschaft
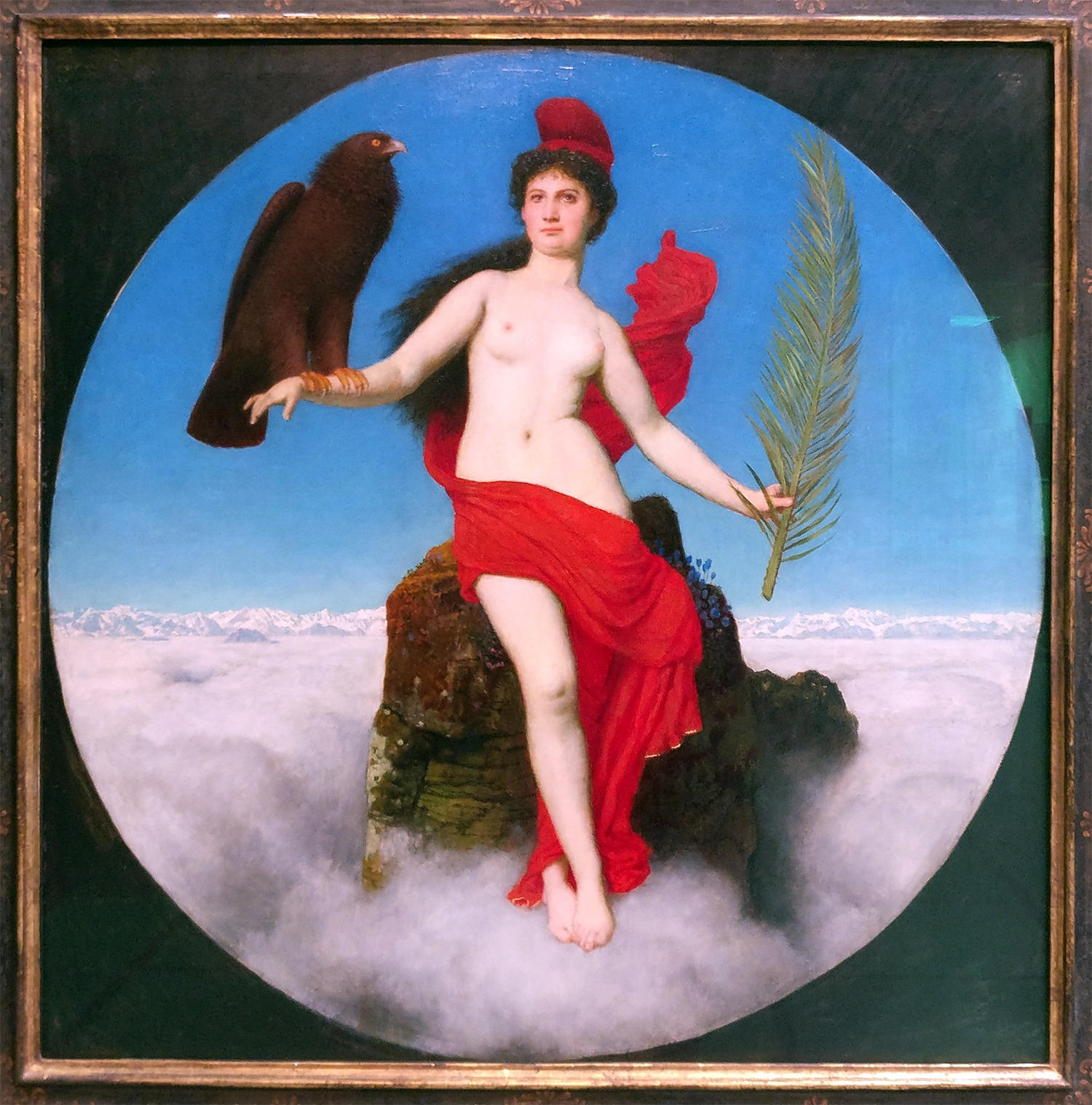
Freiheit, Helvetia, Gemälde von Arnold Böcklin um 1891
Zur Schweizerischen Landesausstellung 1896
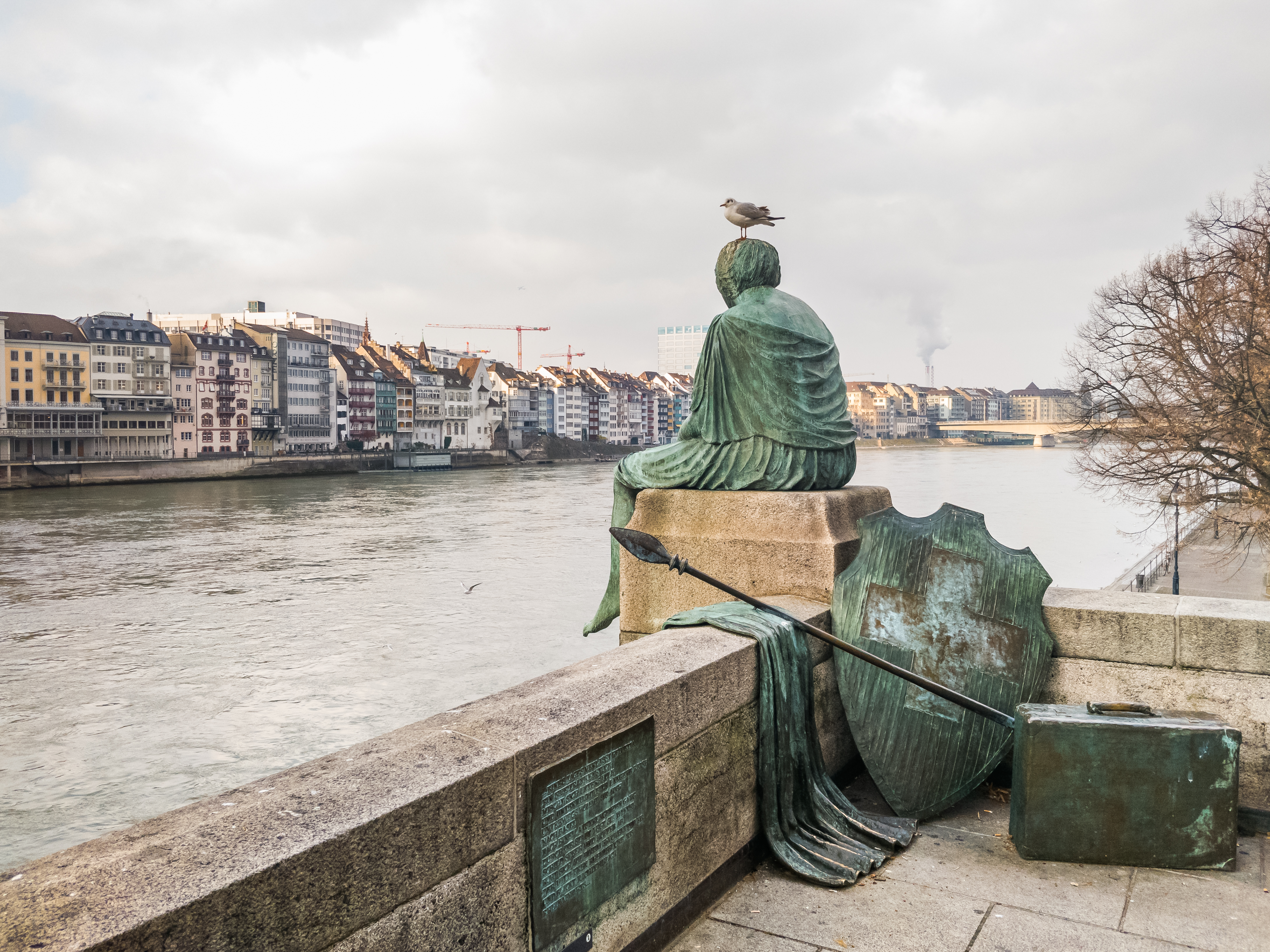
Skulptur Helvetia auf der Reise der Bildhauerin Bettina Eichin, erschaffen 1980, Kleinbasler Brückenkopf der Mittleren Brücke